# 5740 (année hébraïque)
5740 (hébreu : ה'תש"ם , abbr. : תש"ם) est une année hébraïque qui a commencé à la veille au soir du 22 septembre 1979 et s'est finie le 10 septembre 1980. Cette année a compté 355 jours. Ce fut une année simple dans le cycle métonique, avec un seul mois de Adar. Ce fut une année de chemitta.
En l'an 5740, l'État d'Israël a fêté ses 32 ans d'indépendance.

## Calendrier
Ce calendrier hébraïque de l'année 5740 donne les correspondances avec les dates du calendrier grégorien.
Le premier nombre dans chaque case correspond au jour du mois hébraïque. Les jours en couleurs sont des jours remarquables juifs ou israéliens.
| ◄◄ | 5740 | ►► |

## Événements
- Rétablissement des relations diplomatiques entre Israël et l'Égypte.
- Le Parlement israélien vote l’annexion définitive de Jérusalem-Est, ce qui met fin à toute négociations sur le sort des territoires occupés.

## Naissances
- Klemi Saban
- Tal Burstein
- Yossi Benayoun
- David Bluthenthal

## Décès
- Ygal Allon
- David Feuerwerker
- Nathan Yalin Mor

5735 - 5736 - 5737 - 5738 - 5739 - 5740 - 5741 - 5742 - 5743 - 5744 - 5745